# Roger Ripol
Pas d'image ? Cliquez ici

a Compétitions nationales et continentales officielles uniquement.

b Matchs officiels uniquement.
Dernière mise à jour le 16 juin 2025.
Roger Ripol (né le 20 septembre 1978 à Barcelone en Espagne) est un joueur international espagnol de rugby à XV.

## Carrière

### En club
- 1988-1998 : Barcelona Universitari Club
- 1998-1999 : Northampton Saints
- 1999 : Teachers Eastern Auckland
- 1999-2000 : UE Santboiana
- 2000-2001 : MARU
- 2001-2002 : UE Santboiana
- 2002-2004 : La Rochelle
- 2004-2006 : Aurillac
- 2006-2007 : Northampton Saints
- 2007-2010 : RC Chalon
- 2010-2012 : Pays d'Aix RC
- 2012-2013 : AS Mâcon

### En équipe nationale
| Date               | Compétition | Matches             | Matches | Matches        | Points | Essais |
| Date               | Compétition | Rencontre           | Score   | Lieu           | Points | Essais |
| ------------------ | ----------- | ------------------- | ------- | -------------- | ------ | ------ |
| 4 février 2001     | Test match  | Espagne - Russie    | 29-30   | Madrid         | 0      | 0      |
| 1er septembre 2001 | Test match  | Uruguay - Espagne   | 14-16   | Montevideo     | 0      | 0      |
| 1er novembre 2001  | Test match  | Espagne - Australie | 10-92   | Madrid         | 0      | 0      |
| 2 février 2002     | Test match  | Russie - Espagne    | 35-25   | Krasnodar      | 0      | 0      |
| 3 février 2002     | Test match  | Roumanie - Espagne  | 34-12   | Constanța      | 5      | 1      |
| 24 mars 2002       | Test match  | Espagne - Géorgie   | 18-34   | Madrid         | 0      | 0      |
| 2 juin 2002        | Test match  | Espagne - Portugal  | 34-21   | Madrid         | 5      | 1      |
| 16 février 2003    | Test match  | Espagne - Russie    | 19-52   | Majorque       | 0      | 0      |
| 22 février 2003    | Test match  | Géorgie - Espagne   | 34-3    | Tbilisi        | 0      | 0      |
| 9 mars 2003        | Test match  | Roumanie - Espagne  | 6-31    | Madrid         | 0      | 0      |
| 15 mars 2003       | Test match  | Espagne - Tunisie   | 33-16   | Valence d'Agen | 0      | 0      |
| 12 avril 2003      | Test match  | Géorgie - USA       | 13-62   | Madrid         | 0      | 0      |

## Carrière d'entraîneur
En 2018, il rejoint le Biarritz olympique pour entraîner les avants de l'équipe Espoirs. Son contrat est prolongé de deux ans en mai 2020.
En juin 2025, il rejoint le Stade montois en tant qu'entraîneur de la mêlée.